# 谢雷夫·哈斯
谢雷夫·哈斯（土耳其語：Şeref Has，1936年9月27日—2019年6月13日），土耳其足球运动员，司职前锋、中场和后卫。他是费内巴切历史上出场第三多球员（605次）。